# Zánka, Veszprém
Zánka  este un sat în districtul Balatonfüred, județul Veszprém, Ungaria, având o populație de 885 de locuitori (2011). 

## Demografie
Componența etnică a satului Zánka
     Maghiari (93,11%)
     Germani (5,38%)
     Necunoscut (0,75%)
     Romi (0,75%)
     Alții (0,75%)
Componența confesională a satului Zánka
     Romano-catolici (44,63%)
     Reformați (15,37%)
     Fără religie (12,99%)
     Luterani (5,65%)
     Atei (2,03%)
     Necunoscută (19,32%)
     Alte religii (0,79%)
Conform recensământului din 2011, satul Zánka avea 885 de locuitori. Din punct de vedere etnic, majoritatea locuitorilor (93,11%) erau maghiari, cu o minoritate de germani (5,38%). Apartenența etnică nu este cunoscută în cazul a 0,75% din locuitori. Nu există o religie majoritară, locuitorii fiind romano-catolici (44,63%), reformați (15,37%), persoane fără religie (12,99%), luterani (5,65%) și atei (2,03%). Pentru 19,32% din locuitori nu este cunoscută apartenența confesională.